# Wildcatters du Texas
Les Wildcatters du Texas sont une franchise professionnelle de hockey sur glace en Amérique du Nord qui évoluait dans l'ECHL. L'équipe était basée à Beaumont au Texas.

## Historique
L'équipe est créée en 2003. Elle prend la suite des Blizzard de Huntington qui a évolué en ECHL de 1993 à 2000. Elle n'est pas affiliée actuellement. L'équipe n'a pas participé à la saison 2005-2006 à cause du passage de l'ouragan Rita. En 2008, elle déménage en Californie pour devenir le Reign d'Ontario.

### Saisons après saisons
Note : PJ : parties jouées, V : victoires, D : défaites, N : matchs nuls, DP : défaite en prolongation, DF : défaite en fusillade, Pts : Points, BP : buts pour, BC : buts contre, Pun : minutes de pénalité
| Saison  | PJ | V  | D  | N  | DP | DF | Pts | Classement             | Séries éliminatoires       |
| ------- | -- | -- | -- | -- | -- | -- | --- | ---------------------- | -------------------------- |
| 2007-08 | 72 | 52 | 9  | -  | 4  | 7  | 115 | 1e place, division sud | Défaite en seconde ronde   |
| 2006-07 | 72 | 41 | 22 | -  | 5  | 4  | 91  | 2e place, division sud | Défaite en troisième ronde |
| 2004-05 | 72 | 17 | 44 | 11 | -  | -  | 45  | 6e place, division sud | Ne participe pas           |
| 2003-04 | 72 | 22 | 44 | 6  | -  | -  | 50  | 7e place, division sud | Ne participe pas           |